# Herencia maldita (2024)
Herencia maldita (en portugués: A Semente do Mal, en inglés: Amelia´s children) es una película de terror sobrenatural portuguesa de 2023 escrita y dirigida por Gabriel Abrantes. Está protagonizada por Jack Haven, Carloto Cotta, Anabela Moreira, Alba Baptista y Rita Blanco.
La película cuenta la historia de Edward (Cotta) y Riley (Haven), una pareja estadounidense que llega a una villa en el norte de Portugal donde vive la familia biológica de Edward. En la villa, descubren rápidamente que su familia está vinculada a un secreto monstruoso.
Herencia maldita se estrenó en el Festival Internacional de Cine de Terror MOTELx de Lisboa el 16 de septiembre de 2023 y se estrenó en cines en Portugal el 18 de enero de 2024 por NOS Audiovisuais. Recibió críticas mixtas y recaudó 1,4 millones de dólares.

## Elenco
- Jack Haven como Riley

- Carloto Cotta como Edward "Ed" / Manuel / Artur

- Anabela Moreira como Amelia

- Alba Baptista como la joven Amelia

- Rita Blanco como Sra. Vieira

## Estreno
La película se estrenó el 18 de enero de 2024 por NOS Audiovisuais, tras su estreno en el Festival Internacional de Cine de Terror MOTELx de Lisboa el 16 de septiembre de 2023. En Estados Unidos, la película se estrenó en cines y en VOD el 1 de marzo de 2024 por Magnet Releasing.

## Recepción
La película tiene una calificación del 46% en Rotten Tomatoes, basada en 13 reseñas.
Jeannette Catsoulis, de The New York Times, le dio a la película una crítica negativa y escribió: «Una combinación hilarante y espantosa de telenovela y película de terror, Los Hijos de Amelia se tambalea tan precariamente en la cima de la comedia que uno desearía que el director, Gabriel Abrantes, se hubiera atrevido a tirarla al vacío».
J. Kim Murphy, de Variety, le dio a la película una crítica positiva y escribió: «Cotta tiene un rostro digno de una farsa, con ojos desconcertados y abiertos, que Abrantes disfruta mucho en engañar. Es bastante divertido simplemente ver cómo lo engañan».